# Leon Clarke
Pour les articles homonymes, voir Clarke.
Leon Marvin Clarke, né le 10 février 1985 à Wolverhampton, est un footballeur anglais qui évolue au poste d'attaquant.

## Biographie
Le 7 janvier 2013 il signe à Coventry City.
Le 30 janvier 2014 il rejoint le club des Wolverhampton Wanderers.
Le 2 février il est prêté à Wigan Athletic.
À l'issue de la saison 2014-15, il est libéré par Wolverhampton.
Le 2 juin 2015, il rejoint Bury.
Le 27 juillet 2016, il s'engage avec Sheffield United.
Le 30 janvier 2019, il est prêté à Wigan.
Le 25 septembre 2020, il rejoint Shrewsbury Town.

## Palmarès

### En club
- Wolverhampton Wanderers
  - Champion d'Angleterre de D3 en 2014.

- Sheffield United
  - Champion d'Angleterre de D3 en 2017.
  - Vice-champion d'Angleterre de Champion d'Angleterre de D2 en 2019.

### Distinctions personnelles
- Membre de l'équipe-type de D3 anglaise en 2013
- Meilleur joueur du mois de D3 anglaise en avril 2017
- Meilleur joueur du mois de D2 anglaise en novembre 2017.
- Membre de l'équipe-type de Championship en 2018[1].